# Amphinemura flavicollis
Amphinemura flavicollis är en bäcksländeart som beskrevs av František Klapálek 1912. Amphinemura flavicollis ingår i släktet Amphinemura och familjen kryssbäcksländor. Inga underarter finns listade i Catalogue of Life.